# Alexander Hall (Regisseur)
Alexander Hall (* 11. Januar 1894 in Boston, Massachusetts, USA; † 30. Juli 1968 in San Francisco, Kalifornien, USA) war ein US-amerikanischer Filmregisseur und Filmeditor.

## Karriere
Bereits im Alter von vier Jahren stand Alexander Hall auf Theaterbühnen, bevor er 1914 zunächst als Schauspieler zum Film kam. Nach Kriegsende wechselte er hinter die Kamera und arbeitete als Editor und Regieassistent, bevor er 1932 für die Paramount Pictures mit Sinners in the Sun seinen ersten Film als Regisseur drehte. 
Er drehte in den 1930er Jahren viele leichte Komödien, doch erreichte er erst mit dem Wechsel zu Columbia Pictures den Höhepunkt seiner Karriere. Dort war er unter anderem für Urlaub vom Himmel mit Robert Montgomery, Bedtime Story mit Loretta Young sowie Ein Kuß zuviel, einer Komödie mit Joan Crawford verantwortlich. Seine Karriere ging in den 1950er Jahren zu Ende. 1942 war er für den Oscar in der Kategorie Beste Regie nominiert.

## Filmografie (Auswahl)
Als Editor
- 1928: Zeit des Flieders (Lilac Time)
- 1929: Erfahrene Frau gesucht (Synthetic Sin)
- 1930: The Song of the Flame
- 1931: The Last Flight
- 1933: Sie tat ihm unrecht (She Done Him Wrong)

Als Regisseur
- 1932: Sinners in the Sun
- 1932: Madame Racketeer
- 1933: The Girl in 419
- 1933: Midnight Club
- 1933: Torch Singer
- 1934: Wo ist das Kind der Madeleine F.? (Miss Fane's Baby is Stolen)
- 1934: Die Glückspuppe (Little Miss Marker)
- 1934: Jagd nach dem Glück (The Pursuit of Happiness)
- 1934: Limehouse Blues
- 1935: Goin’ to Town
- 1935: Sein letztes Kommando (Annapolis Farewell)
- 1936: Give Us This Night
- 1936: Yours for the Asking
- 1937: Exklusiv (Exclusive)
- 1938: There’s Always a Woman
- 1938: Im Namen des Gesetzes (I Am the Law)
- 1938: There’s That Woman Again
- 1939: The Lady’s from Kentucky
- 1939: Good Girls Go to Paris
- 1939: The Amazing Mr. Williams
- 1940: Hochzeit wider Willen (The Doctor Takes a Wife)
- 1940: He Stayed for Breakfast
- 1940: This Thing Called Love
- 1940: Urlaub vom Himmel (Here Comes Mr. Jordan)
- 1941: Bedtime Story
- 1942: Ein Kuß zuviel (They All Kissed the Bride)
- 1942: Meine Schwester Ellen (My Sister Eileen)
- 1944: The Heavenly Body
- 1944: Pinky und Curly (Once Upon a Time)
- 1945: She Wouldn’t Say Yes
- 1947: Eine Göttin auf Erden (Down to Earth)
- 1949: Der große Liebhaber (The Great Lover)
- 1950: Love That Brute
- 1950: Alter schützt vor Liebe nicht (Louisa)
- 1951: Up Front
- 1952: Mein Herz singt nur für Dich (Because You’re Mine)
- 1953: Diese Frau vergißt man nicht (Let’s Do It Again)
- 1956: Mein Engel und Ich (Forever, Darling)